# Strachil Popow
Strachil Wenkow Popow (bulgarisch Страхил Венков Попов; englisch Strahil Popov; * 31. August 1990 in Blagoewgrad) ist ein bulgarischer Fußballspieler.

## Karriere

### Vereine
Popow durchlief die Nachwuchsabteilungen von PFC Pirin Blagoevgrad und Pirin 2008 und begann seine Profikarriere 2011 bei Litex Lowetsch. Hier spielte er bis zum Jahresbeginn 2016. Während dieser Zeit bei Lowetsch wurde er an die Vereine Lokomotive Mesdra und PFK Montana ausgeliehen.
Zur Rückrunde der Saison 2015/16 wechselte er in die türkischen Süper Lig zu Kasımpaşa Istanbul. Zur Rückrunde der Saison 2019/20 wechselte er zum türkischen Zweitligisten Hatayspor.
Nach einer kurzen Anstellung bei Eyüpspor wechselte er im September 2022 zu Ümraniyespor.

### Nationalmannschaft
Popow startete seine Nationalmannschaftskarriere 2008 mit einem Einsatz für die bulgarische U-19-Nationalmannschaft. Darüber hinaus spielte er in den Jahren 2009 bis 2012 für die bulgarische U-21-Nationalmannschaft.
Im Mai 2014 debütierte er während eines Testspiels gegen Kanada für die bulgarische A-Nationalmannschaft.